# حکومت شوتوکو
حکومت شوتوکو (به ژاپنی: 正徳の治 しょうとくのち)، این یک سیاست حکومتیِ احیاگرانه و تحت حاکمیت غیرنظامیان بود که توسط آرای هاکوسکی، محقق کنفوسیوسی، در دوران شوگون‌های ششم و هفتم، توکوگاوا ایه‌نوبو و توکوگاوا ایه‌تسوگو، در شوگون‌سالاری ادو بین سال‌های ۱۷۰۹ تا ۱۷۱۶ اجرا شد. او به بهانه احیای حکومت تحت حاکمیت شوگون پنجم، توکوگاوا تسونایوشی، ارزش پول را کاهش داد، تجارت را محدود کرد و اقتصاد و امور مالی را بدتر کرد.

## بررسی اجمالی
در دوره ادو، در زمان قدرت شوگون توکوگاوا ایه‌نوبو و شوگون توکوگاوا ایه‌تسوگو، عمدتاً در دوره شوتوکو، یک حکومت مدنی بود که توسط آرای هاکوسکی در راس آن اداره می‌شد. او امور مالی دولت را بازسازی کرد و سکه‌های طلا و نقره شوتوکو را منتشر کرد.
حکومت شوتوکو نام رایج برای هفت سال شوگونی ششمین شوگون، توکوگاوا ایه‌نوبو، و هفتمین شوگون، توکوگاوا ایع‌تسوگو، است که از سال ۱۷۰۹ (هوی ۶) تا ۱۷۱۵ (شوتوکو ۵) در اواسط دوره ادو ادامه یافت. اینوبو با انتظارات بالایی از داخل و خارج از شوگون‌سالاری به مقام شوگونی رسید و برای اصلاح و لغو سیاست‌های شیطانی دوران قبل تلاش کرد و این کار را با لغو فرمان رفتار دلسوزانه با موجودات زنده آغاز کرد. او در این کار توسط پیشکارش مانابه آکیفوسا و مدرسش آرای هاکوسکی یاری می‌شد. مانند شوگون قبلی، سونایوشی، ایه‌نوبو به کنفوسیوسیسم اعتقاد داشت و با توصیه آرایی هاکوسکی، سیاست‌های او به شدت رنگ و بوی کنفوسیوسیسم داشت. همچنین، مانند دوره قبل، سیاست توسط شوگون و دستیاران نزدیکش رهبری می‌شد و نفوذ بزرگان ضعیف بود. با این حال، اگرچه حکومت او نیز به شدت تحت تأثیر کنفوسیوسیسم بود، در دوره قبل این حس قوی وجود داشت که اخلاق از طریق تهدید به مجازات اعمال می‌شود، همان‌طور که در مورد افراطی فرمان «نشان دادن شفقت به موجودات زنده» دیده می‌شود، در حالی که در مورد اینوبو، به ویژه با انعکاس نظرات شیرایشی، می‌توان این نگرش را خواند که خود حاکمان باید ابتدا در مورد موضع اخلاقی خود تأمل کنند و در عمل پیشگام شوند. برای مثال، وقتی نوبت به مقابله با قیام دهقانان در استان اچیگو در سال ۱۷۱۱ رسید، اینوبو نظر شیرایشی را پذیرفت که درخواست دهقانان باید با احساس والدین بودن برای مردم شنیده شود و او مقامات خونگرمی را برای پذیرش خواسته‌های دهقانان انتخاب کرد، که می‌توان آن را به عنوان بیانگر تلاش‌های او برای حکومت بر مردم با خیرخواهی دانست. حتی معرفی آیین‌های درباری، به نظر شیرایشی، تلاشی از سوی شوگون‌سالاری برای رهبری در ترویج آرمان نهایی آیین‌ها و موسیقی بود، اما اگر ردپای اجرای آنها را در حکومت شوگون‌سالاری قرار دهیم، آنگاه صرفاً یک تغییر جزئی بود.
از آنجایی که سلطنت اینوبو تنها کمی بیش از سه سال به طول انجامید، تعداد سیاست‌های اساسی محدود بود، اما احیای سیستم کانجو گینمیاکو در سال ۱۹۱۲، از نظر تقویت و بهبود ساختارهای مالی و حکومتی، پیشگام اصلاحات کیوهو بود. در همین راستا، برکناری اوگیوارا شیگه‌هیده، دیکتاتور اداره حسابداری، از سمت خود به عنوان قاضی، که سرانجام پس از انتقاد شدید شیرایشی توسط اینوبو تأیید شد، نقطه عطفی در سیاست‌گذاری بود، اگرچه ارزیابی‌های قبلی از شیگه‌هیده تحت تأثیر مقاله شیرایشی در اوریتاکو شیبا نو کی قرار گرفته بود و صرفاً به این سؤال محدود می‌شد که آیا او خوب است یا بد یا توانمند. ارزیابی عینی‌تری در آینده مورد نیاز خواهد بود، اما در هر صورت، این اقدام نقطه عطفی در سیاست‌گذاری بود. بلافاصله پس از اینکه اینوبو به مقام شوگون رسید، شیگه‌هیده پیشنهاد داد که برای حل مشکلات مالی، پول رایج را دوباره ضرب کنند، اما پیشنهاد او به دلیل مخالفت شیرایشی رد شد. با این حال، شیگه‌هیده به‌طور یکجانبه به ضرب سکه‌های جدید ادامه داد. اگرچه این بازسازی در طول حیات اینوبو به ثمر ننشست، اما وصیت او مبنی بر بازگرداندن کیفیت پول به دوران آیه یاسو، به ستون عظیمی از حمایت از تلاش‌های شیرایشی برای اصلاح پول تبدیل شد. حتی پس از مرگ اینوبو در سال ۱۶۱۲، مآبی آکیفوسا و آرای هاکوسکی از شوگون جوان، ایتسوگو، حمایت کردند و در مرکز ترویج دولت شوگون‌سالاری باقی ماندند. با تکیه بر وصیت‌نامهٔ ایه‌نوبو، او برای بهبود واحد پول تلاش کرد و در سال ۱۵۷۱ موفق شد سکه‌های طلا و نقرهٔ شوتوکو را با همان کیفیت سکه‌های طلا و نقرهٔ کیچو ضرب کند. این امر تا حد زیادی با همکاری هاگیوارا یوشیماسا، که به عنوان حسابدار گینمیاکو (بازرس مالی) منصوب شده بود، و توصیه تانی چوئمون، تاجری از ساکای، امکان‌پذیر شد. با این حال، اصلاح و یکسان‌سازی پول بد باید به تدریج انجام می‌شد و در نهایت منجر به افزایش یک واحد پول به تعداد ارزها شد. این امر را می‌توان به دلیل فقدان قدرت سیاسی از سوی سنبو و شیرایشی برای ترویج این سیاست، و همچنین علاقه بازرگانان کامیگاتا به جلوگیری از هرج و مرج اقتصادی ناشی از تغییرات سریع ارز دانست.
در سال بعد، یعنی پانزدهمین سال، مقررات جدید مبادلات دریایی و کشتیرانی (شوتوکو شینری) در مورد تجارت با ناگاساکی صادر شد. این موضوع از زمان ایه‌نوبو نیز مورد توجه بوده است و هدف مورد نظر از محدودیت‌های تجاری، جلوگیری از خروج مقادیر زیادی طلا، نقره و مس به خارج از کشور، و همچنین سرکوب قاچاق و دزدی دریایی و کاهش فقر شهروندان ناگازاکی ناشی از کاهش تجارت بود. نکات اصلی این قانون شامل محدود کردن میزان تجارت، محدود کردن تعداد کشتی‌های بازدیدکننده به دو کشتی هلندی و ۳۰ کشتی چینی در سال، پرداخت مبلغ ثابت ۷۰٬۰۰۰ ریو به عنوان سود تجاری به شهروندان ناگازاکی و ارائه وام‌های پیش‌پرداخت به بازرگانان برای خرید کالاهای صادراتی بود. لازم است ذکر شود که پشت این محدودیت‌های تجاری، ابتکار شوگون‌سالاری برای تشویق تولید داخلی ابریشم خام، پارچه‌های ابریشمی و گیاهان دارویی بود که قبلاً کالاهای وارداتی عمده بودند. این اصلاحات، نشانه‌ای از تغییر قریب‌الوقوع در ماهیت و محتوای تجارت خارجی ژاپن بود. علاوه بر این، تلاش‌ها برای بهبود مدیریت قضایی، که حول محور هیوجوشو متمرکز شده بود، نیز دستاورد مهمی مرتبط با اصلاحات کیوهو بود. جلد دوم کتاب «اوریتاکو شیبا نو کی» بخش عمده مقالات خود را به نمونه‌هایی اختصاص داده است که سستی و فساد در وظایف شوراها و دفاتر قضات در آن زمان را نشان می‌دهد. تأخیر در محاکمات و ناعادلانه بودن احکام جدی بود و شیرایشی تا جایی که می‌دانست از طریق شوگون و آکیفوسا سعی در اصلاح این موضوع داشت، اما تلاش‌های او محدودیت‌هایی داشت.
پس از مرگ اینوبو، به تدریج کینه در میان نیروهای فودایی علیه آکیفوسا و شیرایشی آشکار شد و این دو مرد در درون شوگون‌سالاری منزوی شدند. مشاوران ارشد، که نمایندگان طایفه فودایی بودند، به نقص‌های مختلف ایده‌های شیرایشی اشاره کردند و شروع به عدم پذیرش آنها کردند. در مورد جلسات دادرسی در هیوجوشو، ظاهراً قضات سعی داشتند مطمئن شوند که آکیفوسا از این حوادث چیزی نمی‌شنود. در زمان اینوبو، رئیس دانشگاه، هایاشی نوبواتسو، که اقتدار سنتی او به عنوان یک نهاد رسمی دانشگاهی اغلب نادیده گرفته می‌شد، طرح‌های ضد شیرایشی خود را نیز آشکار کرد. متحد مالی شیرایشی، هاگیوارا یوشیماسا، نیز در سال ۱۷۱۶ به مقام کمتر مهم نینومارو روسوئی تنزل یافت. چنین درگیری‌هایی میان رده‌های بالا باعث رکود در دولت شوگون‌سالاری شد و فضایی از فساد را هم در داخل و هم در خارج از شوگون‌سالاری ایجاد کرد. در این شرایط، هفتمین شوگون، ایه‌تسوگو، در ۳۰ آوریل همان سال درگذشت و توکوگاوا یوشیمونه، ارباب قلمرو کیشو، به عنوان هشتمین شوگون منصوب شد و آکیفوسا و شیرایشی هر دو از مرکز حکومت شوگون‌سالاری برکنار شدند.